# Polonia Solidale
Polonia Sovrana (in polacco Suwerenna Polska - SP; prima del 2023: Polonia Solidale, tradotto anche come Polonia Unita) è un partito politico polacco di destra ed estrema destra di stampo nazionalconservatore, fondato nel 2012 in seguito ad una scissione da Diritto e Giustizia.
Ha fatto parte della maggioranza nei governi Szydlo, Morawiecki I e II.

## Storia
Il partito si costituì come gruppo parlamentare l'8 novembre 2011, contestualmente all'inaugurazione della VII legislatura (in seguito alle elezioni parlamentari del 2011), dopo l'espulsione da Diritto e Giustizia (PiS) degli europarlamentari Zbigniew Ziobro, Tadeusz Cymański e Jacek Olgierd Kurski, appartenenti all'area cattolico-nazionalista del partito. Al partito aderirono 16 deputati e un senatore.
I tre europarlamentari espulsi dal PiS lasciarono il Gruppo dei Conservatori e dei Riformisti Europei (ECR) alla volta di Europa della Libertà e della Democrazia (EFD), contestando la posizione più liberale dell'ECR sul matrimonio gay, il sostegno alla politica inerente al cambiamento climatico adottata dall'UE e la difesa dei tagli alla politica agricola comune. Successivamente, aderì al partito anche l'europarlamentare Jacek Włosowicz.
Il partito fu registrato il 24 marzo 2012. Nel luglio 2014 costituì un gruppo parlamentare unico con Polonia Insieme, partito a sua volta costituitosi nel 2013 a seguito di una scissione dal PiS; a fine legislatura (ottobre 2015), il gruppo contava 16 seggi.
In occasione delle elezioni europee del maggio 2019 e delle elezioni parlamentari dell'ottobre successivo, il partito ha presentato propri candidati all'interno delle liste di Diritto e Giustizia; sono stati eletti, rispettivamente, 2 europarlamentari, nonché 17 deputati e 2 senatori.

## Ideologia
Il partito si oppone all'aborto e all'eutanasia, sostiene l'estensione del congedo di maternità per nove mesi e si oppone fermamente al matrimonio omosessuale, addotto come una delle ragioni principali per cui abbandonarono il gruppo ECR al Parlamento europeo.
Economicamente il partito chiede l'intervento del governo nell'economia, in particolare sulla politica fiscale. Il partito ha chiesto una tassa 'fat cat' sulle grandi aziende, tra cui i supermercati, e una maggiore tassazione dei redditi più elevati (maggiori a 10.000 złotych, pari 2400 €, al mese). Si oppone alla costruzione di una centrale nucleare in Polonia.

## Parlamentari

### Deputati VIII legislatura (2015-2019)
In occasione delle elezioni parlamentari del 2015 furono eletti 9 deputati:
- Tadeusz Cymański
- Patryk Jaki, poi eletto europarlamentare in occasione delle elezioni europee del 2019
- Beata Kempa, poi eletta europarlamentare alle europee del 2019
- Arkadiusz Mularczyk, che nel 2017 tornò in Diritto e Giustizia
- Edward Siarka
- Piotr Uruski
- Tadeusz Woźniak
- Michał Wójcik
- Zbigniew Ziobro

Successivamente, ha aderito al partito Norbert Kaczmarczyk (già PiS).

### Deputati IX legislatura (2019-2023)
In occasione delle elezioni parlamentari del 2019 sono stati eletti 17 deputati:
- Tadeusz Cymański
- Norbert Kaczmarczyk
- Mariusz Kałużny
- Jan Kanthak
- Janusz Kowalski
- Maria Kurowska

- Dariusz Olszewski
- Jacek Ozdoba
- Piotr Sak
- Edward Siarka
- Aleksandra Szczudło
- Piotr Uruski

- Marcin Warchoł
- Michał Wójcik
- Michał Woś
- Tadeusz Woźniak
- Zbigniew Ziobro

È stato inoltre eletto Sebastian Kaleta, esponente di Diritto e Giustizia sostenuto anche da SP.

### Senatori X legislatura (2019-2023)
- Mieczysław Golba
- Jacek Włosowicz

### Europarlamentari IX legislatura (2019-2024)
- Patryk Jaki
- Beata Kempa

## Risultati elettorali
| Elezione          | Elezione     | Voti    | %      | Seggi    |
| ----------------- | ------------ | ------- | ------ | -------- |
| Europee 2014      | Europee 2014 | 281.079 | 3,98   | 0 / 51   |
| Parlamentari 2015 | Sejm         | In PiS  | In PiS | 9 / 460  |
| Europee 2019      | Europee 2019 | In PiS  | In PiS | 2 / 51   |
| Parlamentari 2019 | Sejm         | In PiS  | In PiS | 17 / 460 |
| Parlamentari 2023 | Sejm         | In PiS  | In PiS | 18 / 460 |